# 日本鐵道模型會
日本鐵道模型會（JAM，Japan Association of Model Railroaders）是日本的鐵道模型愛好者和鐵道模型製造業者組成的非營利性組織。每年8月在東京國際展示場（ビックサイト）舉行國際鐵道模型年會，致力鐵道模型的普及鐵道模型愛好者們的交流。
地址：日本東京都新宿區西落合1-30-15（與鐵道模型製造業者KATO一樣的地址）

## 参見
日本鐵道模型聯合會：日本的鐵道模型製造業者組成的協會。

## 外部連結
- JAM官方網站